# Veľké Lovce
Veľké Lovce é um município da Eslováquia, situado no distrito de Nové Zámky, na região de Nitra. Tem 25,85 km² de área e sua população em 2018 foi estimada em 1.838 habitantes.

## Demografia
| Ano:        | 1994 | 2004   | 2014   | 2024   |
| ----------- | ---- | ------ | ------ | ------ |
| Broj ljudi: | 2113 | 2079   | 1918   | 1746   |
| Razlika:    |      | -1,60% | -7,74% | -8,96% |

| Ano:               | 2023 | 2024   |
| ------------------ | ---- | ------ |
| Número de pessoas: | 1737 | 1746   |
| Diferença:         |      | +0,51% |